# Attentat du 7 octobre 2019 à Jalalabad
 (octobre 2019).
L'attentat du 7 octobre 2019 à Jalalabad est un attentat ayant eu lieu à Jalalabad, en Afghanistan dans lequel au moins 10 personnes ont été tuées et 27 autres blessées.

## Déroulement des faits
Un kamikaze fait exploser un engin explosif improvisé dans un pousse-pousse au passage d'un minibus transportant des recrues de l'armée afghane.